# Puzzle Slothouber–Graatsma

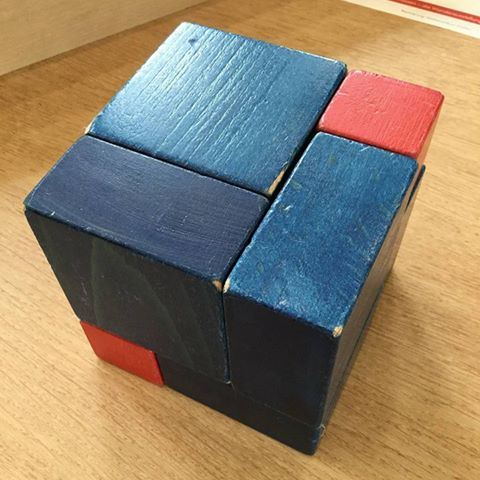
Puzzle Slothouber–Graatsma aranjat

Puzzle Slothouber–Graatsma este un joc de tip puzzle bazat pe o problemă de împachetare, care cere să se împacheteze șase blocuri 1 × 2 × 2 și trei blocuri 1 × 1 × 1 într-o cutie de 3 × 3 × 3. Făcând abstracție de rotații și reflexii, soluția este unică. Jocul a fost inventat de Jan Slothouber și William Graatsma.
Puzzle-ul este în principiu același dacă cele trei blocuri 1 × 1 × 1 sunt lăsate deoparte, astfel că sarcina est de fapt plasarea celor șase blocuri 1 × 2 × 2 într-o cutie cubică 3 × 3 × 3 (cu volumul de 27).

## Soluția

Soluția puzzle-ului Slothouber–Graatsma în vedere expandată, culorile indicând orientarea

Soluția puzzle-ului Slothouber–Graatsma este simplă atunci când se observă că cele trei blocuri 1 × 1 × 1 (sau cele trei locuri goale) trebuie plasate de-a lungul unei diagonale a corpului, ca fiecare dintre cele 3 × 3 straturi din diferite direcții trebuie să conțină un astfel de bloc unitate. Acest lucru rezultă din considerații de paritate, deoarece blocurile mai mari pot umple doar un număr par din cele 9 celule din fiecare strat de 3 × 3.

## Variații
Puzzle Slothouber–Graatsma este un exemplu de problemă de ambalare a cuburilor folosind policuburi convexe. Există puzzle-uri mai generale care implică împachetarea blocurilor dreptunghiulare convexe. Cel mai cunoscut exemplu este puzzle Conway care cere împachetarea a optsprezece blocuri dreptunghiulare convexe într-o cutie de 5 × 5 × 5. O problemă mai dificilă de ambalare a blocurilor dreptunghiulare convexe este aceea de a împacheta patruzeci și unu de blocuri 1 × 2 × 4 într-o cutie de 7 × 7 × 7 (rămânând 15 goluri); soluția este similară cu cea din cazul 5 × 5 × 5 și are trei goluri de 1 × 1 × 5 situate în direcții reciproc perpendiculare și care acoperă toate cele 7 straturi.